# Адријан Пошехонски
Свети Адријан Пошехонски је православни светитељ у лику преподобног из 16. века.
Познат је као оснивач и први игуман Успенског манастира на реци Вотхи, близу Пошехоњја, у Јарославској области. Био је ученик светог Корнилија Комељског. Бавио се иконописом. Убијен од стране разбојника који су напали манастир ради пљачке. Његове Свете мошти чувају се у Успењском манастиру.